# Kieran Culkin
Kieran Kyle Culkin, född 30 september 1982 i New York, är en amerikansk skådespelare. 

## Biografi
Kieran Culkin är son till Broadwayskådespelaren Kit Culkin och Patricia Brentrup. Han har fem syskon; Shane (född 1976), Macaulay (född 26 augusti 1980), Quinn (född 1984), Christian (född 1987) och Rory (född 1989). Kieran hade även en till syster som hette Dakota (född 1979) som avled den 10 december 2008, 29 år gammal.
Culkins skådespelarkarriär inleddes redan som barn och han medverkade bland annat i Ciderhusreglerna samt i Ensam hemma-filmerna, där han spelade kusin till sin bror Macaulays rollfigur. Många år senare fick Culkin ett uppsving i karriären med sin roll som Roman Roy i HBO:s tv-serie Succession (2018–2023), för vilken han vann en Primetime Emmy Award för bästa manliga huvudroll i en dramaserie.
För sin insats i filmen A Real Pain fick han en Oscar för bästa manliga biroll vid Oscarsgalan 2025.
Culkin gifte sig med Jazz Charton år 2013. De har två barn, en dotter och en son.

## Filmografi (i urval)
- 1990 – Ensam hemma
- 1991 – Mammas gosse
- 1991 – Brudens far
- 1992 – Ensam hemma 2 - vilse i New York
- 1995 – Brudens far 2
- 1998 – The Mighty
- 1999 – She's All That
- 1999 – Ciderhusreglerna
- 2002 – The Dangerous Lives Of Altar Boys
- 2002 – Igby Goes Down
- 2008 – Lymelife
- 2009 – Paper Man
- 2010 – Scott Pilgrim Vs The World
- 2015 – Fargo (TV-serie)
- 2018–2023 – Succession (TV-serie)
- 2024 – A Real Pain
- 2025 – Animal Farm
- 2026 – The Hunger Games: Sunrise on the Reaping